# Trigonidomimus comptus
Trigonidomimus comptus är en insektsart som först beskrevs av Walker, F. 1869.  Trigonidomimus comptus ingår i släktet Trigonidomimus och familjen syrsor. Inga underarter finns listade i Catalogue of Life.